# Gran Premio di superbike di Portimão 2025
Il Gran Premio di superbike di Portimão 2025 è stato la seconda prova del mondiale superbike del 2025. Nello stesso fine settimana si sono corsi anche la seconda prova del campionato mondiale Supersport e la prima dell'ultima edizione del campionato mondiale Supersport 300.

## Panoramica delle gare
I tre appuntamenti della Superbike vedono il ritorno al successo di Toprak Razgatlıoğlu, dopo l'inizio stentato di Phillip Island. Il pilota BMW conquista anche la pole e i tre giri veloci, sebbene non gli sia stato facile contenere il capoclassifica Nicolò Bulega, secondo in tutti e tre gli appuntamenti e in grado di lottare per la vittoria. Primo podio del 2025 per Yamaha in gara uno con Andrea Locatelli. Gara uno della Supersport conferma la competitività all'esordio della Yamaha YZF-R9, con tre piloti nelle prime quattro posizioni. A prevalere è il turco Can Öncü che conquista il suo primo Hat trick iridato. In gara due torna al successo, dopo due anni, MV Agusta con Bo Bendsneyder che taglia il traguardo con ampio margine. Secondo in entrambe le prove, Stefano Manzi raggiunge e consolida il primo posto in classifica. Se in gara uno della Supersport 300 la vittoria va all'esperto Jeffrey Buis, al quattordicesimo successo in carriera, in gara due vince un esordiente: Beñat Fernández, già autore della Pole position, porta la Kove 321RR al secondo successo assoluto. In ottica campionato ne trae vantaggio Julio García, passato a Kawasaki in questa stagione, che con due secondi posti si porta al comando della classifica parziale.

## Superbike gara 1

### Arrivati al traguardo
| Pos. | Nº | Pilota               | Squadra                   | Motocicletta        | Giri | Tempo     | Griglia | Punti |
| ---- | -- | -------------------- | ------------------------- | ------------------- | ---- | --------- | ------- | ----- |
| 1º   | 1  | Toprak Razgatlıoğlu  | Rokit BMW Motorrad        | BMW M1000 RR        | 20   | 33'39.732 | 1º      | 25    |
| 2º   | 11 | Nicolò Bulega        | Aruba.it Racing - Ducati  | Ducati Panigale V4R | 20   | +0.067    | 2º      | 20    |
| 3º   | 55 | Andrea Locatelli     | Pata Yamaha Prometeon     | Yamaha YZF R1       | 20   | +7.855    | 4º      | 16    |
| 4º   | 9  | Danilo Petrucci      | Barni Spark Racing        | Ducati Panigale V4R | 20   | +8.991    | 3º      | 13    |
| 5º   | 97 | Xavi Vierge          | Team HRC                  | Honda CBR1000 RR-R  | 20   | +15.475   | 6º      | 11    |
| 6º   | 60 | Michael van der Mark | Rokit BMW Motorrad        | BMW M1000 RR        | 20   | +17.830   | 7º      | 10    |
| 7º   | 29 | Andrea Iannone       | Team GoEleven             | Ducati Panigale V4R | 20   | +18.775   | 16º     | 9     |
| 8º   | 77 | Dominique Aegerter   | GYTR GRT Yamaha           | Yamaha YZF R1       | 20   | +19.030   | 8º      | 8     |
| 9º   | 47 | Axel Bassani         | Bimota by Kawasaki Racing | Bimota KB998 Rimini | 20   | +19.554   | 13º     | 7     |
| 10º  | 87 | Remy Gardner         | GYTR GRT Yamaha           | Yamaha YZF R1       | 20   | +19.838   | 10º     | 6     |
| 11º  | 7  | Iker Lecuona         | Team HRC                  | Honda CBR1000 RR-R  | 20   | +24.292   | 11º     | 5     |
| 12º  | 31 | Garrett Gerloff      | Kawasaki Racing           | Kawasaki ZX-10RR    | 20   | +30.615   | 15º     | 4     |
| 13º  | 99 | Bahattin Sofuoğlu    | Yamaha Motoxracing        | Yamaha YZF R1       | 20   | +41.916   | 17º     | 3     |
| 14º  | 95 | Tarran Mackenzie     | Petronas MIE Racing Honda | Honda CBR1000 RR-R  | 20   | +42.645   | 20º     | 2     |
| 15º  | 53 | Esteve Rabat         | Yamaha Motoxracing        | Yamaha YZF R1       | 20   | +43.191   | 18º     | 1     |
| 16º  | 17 | Ryan Vickers         | Team Motocorsa Racing     | Ducati Panigale V4R | 20   | +44.813   | 19º     |       |
| 17º  | 20 | Jason O'Halloran     | Pata Yamaha Prometeon     | Yamaha YZF R1       | 20   | +1'06.096 | 21º     |       |

### Ritirati
| Nº | Pilota          | Squadra                   | Motocicletta        | Giri | Griglia |
| -- | --------------- | ------------------------- | ------------------- | ---- | ------- |
| 21 | Zaqhwan Zaidi   | Petronas MIE Racing Honda | Honda CBR1000 RR-R  | 10   | 22º     |
| 22 | Alex Lowes      | Bimota by Kawasaki Racing | Bimota KB998 Rimini | 9    | 23º     |
| 14 | Sam Lowes       | ELF Marc VDS Racing Team  | Ducati Panigale V4R | 7    | 5º      |
| 5  | Yari Montella   | Barni Spark Racing        | Ducati Panigale V4R | 2    | 12º     |
| 45 | Scott Redding   | MGM Bonovo Racing         | Ducati Panigale V4R | 0    | 14º     |
| 19 | Álvaro Bautista | Aruba.it Racing - Ducati  | Ducati Panigale V4R | 0    | 9º      |

## Superbike gara superpole

### Arrivati al traguardo
| Pos. | Nº | Pilota               | Squadra                   | Motocicletta        | Giri | Tempo     | Griglia | Punti |
| ---- | -- | -------------------- | ------------------------- | ------------------- | ---- | --------- | ------- | ----- |
| 1º   | 1  | Toprak Razgatlıoğlu  | Rokit BMW Motorrad        | BMW M1000 RR        | 10   | 16'40.209 | 1º      | 12    |
| 2º   | 11 | Nicolò Bulega        | Aruba.it Racing - Ducati  | Ducati Panigale V4R | 10   | +0.055    | 2º      | 9     |
| 3º   | 19 | Álvaro Bautista      | Aruba.it Racing - Ducati  | Ducati Panigale V4R | 10   | +4.407    | 9º      | 7     |
| 4º   | 9  | Danilo Petrucci      | Barni Spark Racing        | Ducati Panigale V4R | 10   | +5.327    | 3º      | 6     |
| 5º   | 55 | Andrea Locatelli     | Pata Yamaha Prometeon     | Yamaha YZF R1       | 10   | +6.206    | 4º      | 5     |
| 6º   | 14 | Sam Lowes            | ELF Marc VDS Racing Team  | Ducati Panigale V4R | 10   | +7.976    | 5º      | 4     |
| 7º   | 60 | Michael van der Mark | Rokit BMW Motorrad        | BMW M1000 RR        | 10   | +10.140   | 7º      | 3     |
| 8º   | 97 | Xavi Vierge          | Team HRC                  | Honda CBR1000 RR-R  | 10   | +10.398   | 6º      | 2     |
| 9º   | 7  | Iker Lecuona         | Team HRC                  | Honda CBR1000 RR-R  | 10   | +10.908   | 11º     | 1     |
| 10º  | 87 | Remy Gardner         | GYTR GRT Yamaha           | Yamaha YZF R1       | 10   | +11.083   | 10º     |       |
| 11º  | 47 | Axel Bassani         | Bimota by Kawasaki Racing | Bimota KB998 Rimini | 10   | +11.345   | 14º     |       |
| 12º  | 29 | Andrea Iannone       | Team GoEleven             | Ducati Panigale V4R | 10   | +12.598   | 13º     |       |
| 13º  | 22 | Alex Lowes           | Bimota by Kawasaki Racing | Bimota KB998 Rimini | 10   | +12.746   | 23º     |       |
| 14º  | 77 | Dominique Aegerter   | GYTR GRT Yamaha           | Yamaha YZF R1       | 10   | +15.490   | 8º      |       |
| 15º  | 45 | Scott Redding        | MGM Bonovo Racing         | Ducati Panigale V4R | 10   | +16.199   | 15º     |       |
| 16º  | 31 | Garrett Gerloff      | Kawasaki Racing           | Kawasaki ZX-10RR    | 10   | +16.436   | 16º     |       |
| 17º  | 5  | Yari Montella        | Barni Spark Racing        | Ducati Panigale V4R | 10   | +17.759   | 12º     |       |
| 18º  | 53 | Esteve Rabat         | Yamaha Motoxracing        | Yamaha YZF R1       | 10   | +21.085   | 18º     |       |
| 19º  | 17 | Ryan Vickers         | Team Motocorsa Racing     | Ducati Panigale V4R | 10   | +23.953   | 19º     |       |
| 20º  | 20 | Jason O'Halloran     | Pata Yamaha Prometeon     | Yamaha YZF R1       | 10   | +29.531   | 21º     |       |
| 21º  | 21 | Zaqhwan Zaidi        | Petronas MIE Racing Honda | Honda CBR1000 RR-R  | 10   | +47.451   | 22º     |       |

### Ritirati
| Nº | Pilota            | Squadra                   | Motocicletta       | Giri | Griglia |
| -- | ----------------- | ------------------------- | ------------------ | ---- | ------- |
| 99 | Bahattin Sofuoğlu | Yamaha Motoxracing        | Yamaha YZF R1      | 5    | 17º     |
| 95 | Tarran Mackenzie  | Petronas MIE Racing Honda | Honda CBR1000 RR-R | 4    | 20º     |

## Superbike gara 2
Gara due della Superbike è stata interrotta nel corso del nono giro tramite esposizione della bandiera rossa. Alla ripartenza, una gara di undici giri, i piloti si sono schierati in griglia in base alla posizione finale della prima frazione di gara.

### Arrivati al traguardo
| Pos. | Nº | Pilota               | Squadra                   | Motocicletta        | Giri | Tempo     | Griglia | Punti |
| ---- | -- | -------------------- | ------------------------- | ------------------- | ---- | --------- | ------- | ----- |
| 1º   | 1  | Toprak Razgatlıoğlu  | Rokit BMW Motorrad        | BMW M1000 RR        | 11   | 18'22.895 | 2º      | 25    |
| 2º   | 11 | Nicolò Bulega        | Aruba.it Racing - Ducati  | Ducati Panigale V4R | 11   | +0.195    | 1º      | 20    |
| 3º   | 19 | Álvaro Bautista      | Aruba.it Racing - Ducati  | Ducati Panigale V4R | 11   | +3.512    | 3º      | 16    |
| 4º   | 55 | Andrea Locatelli     | Pata Yamaha Prometeon     | Yamaha YZF R1       | 11   | +6.617    | 4º      | 13    |
| 5º   | 60 | Michael van der Mark | Rokit BMW Motorrad        | BMW M1000 RR        | 11   | +7.478    | 5º      | 11    |
| 4º   | 9  | Danilo Petrucci      | Barni Spark Racing        | Ducati Panigale V4R | 11   | +10.155   | 9º      | 10    |
| 7º   | 47 | Axel Bassani         | Bimota by Kawasaki Racing | Bimota KB998 Rimini | 11   | +10.250   | 8º      | 9     |
| 8º   | 7  | Iker Lecuona         | Team HRC                  | Honda CBR1000 RR-R  | 11   | +11.731   | 6º      | 8     |
| 9º   | 77 | Dominique Aegerter   | GYTR GRT Yamaha           | Yamaha YZF R1       | 11   | +12.640   | 12º     | 7     |
| 10º  | 5  | Yari Montella        | Barni Spark Racing        | Ducati Panigale V4R | 11   | +13.268   | 10º     | 6     |
| 11º  | 14 | Sam Lowes            | ELF Marc VDS Racing Team  | Ducati Panigale V4R | 11   | +13.483   | 14º     | 5     |
| 12º  | 31 | Garrett Gerloff      | Kawasaki Racing           | Kawasaki ZX-10RR    | 11   | +17.077   | 17º     | 4     |
| 13º  | 99 | Bahattin Sofuoğlu    | Yamaha Motoxracing        | Yamaha YZF R1       | 11   | +19.871   | 15º     | 3     |
| 14º  | 17 | Ryan Vickers         | Team Motocorsa Racing     | Ducati Panigale V4R | 11   | +22.128   | 16º     | 2     |
| 15º  | 45 | Scott Redding        | MGM Bonovo Racing         | Ducati Panigale V4R | 11   | +25.059   | 20º     | 1     |
| 16º  | 21 | Zaqhwan Zaidi        | Petronas MIE Racing Honda | Honda CBR1000 RR-R  | 11   | +54.491   | 19º     |       |
| 17º  | 95 | Tarran Mackenzie     | Petronas MIE Racing Honda | Honda CBR1000 RR-R  | 11   | +1'18.918 | 18º     |       |

### Ritirati
| Nº | Pilota           | Squadra                   | Motocicletta        | Giri | Griglia |
| -- | ---------------- | ------------------------- | ------------------- | ---- | ------- |
| 87 | Remy Gardner     | GYTR GRT Yamaha           | Yamaha YZF R1       | 9    | 7º      |
| 29 | Andrea Iannone   | Team GoEleven             | Ducati Panigale V4R | 4    | 11º     |
| 20 | Jason O'Halloran | Pata Yamaha Prometeon     | Yamaha YZF R1       | 0    | [ 15 ]  |
| 53 | Esteve Rabat     | Yamaha Motoxracing        | Yamaha YZF R1       | 0    | [ 15 ]  |
| 97 | Xavi Vierge      | Team HRC                  | Honda CBR1000 RR-R  | 0    | [ 15 ]  |
| 22 | Alex Lowes       | Bimota by Kawasaki Racing | Bimota KB998 Rimini | 0    | 13º     |

## Supersport gara 1

### Arrivati al traguardo
| Pos. | Nº | Pilota                | Squadra                       | Motocicletta                 | Giri | Tempo     | Griglia | Punti |
| ---- | -- | --------------------- | ----------------------------- | ---------------------------- | ---- | --------- | ------- | ----- |
| 1º   | 61 | Can Öncü              | Evan Bros. Yamaha             | Yamaha YZF-R9                | 17   | 29'28.151 | 1º      | 25    |
| 2º   | 62 | Stefano Manzi         | Ten Kate Racing Yamaha        | Yamaha YZF-R9                | 17   | +0.836    | 6º      | 20    |
| 3º   | 11 | Bo Bendsneyder        | MV Agusta Reparto Corse       | MV Agusta F3 800 RR          | 17   | +1.767    | 5º      | 16    |
| 4º   | 94 | Lucas Mahias          | GMT94 Yamaha                  | Yamaha YZF-R9                | 17   | +3.801    | 2º      | 13    |
| 5º   | 69 | Tom Booth-Amos        | PTR Triumph                   | Triumph Street Triple RS 765 | 17   | +9.630    | 12º     | 11    |
| 6º   | 23 | Marcel Schrötter      | WRP Racing                    | Ducati Panigale V2           | 17   | +9.888    | 7º      | 10    |
| 7º   | 51 | Jaume Masiá           | Orelac Racing Verdnatura      | Ducati Panigale V2           | 17   | +9.927    | 9º      | 9     |
| 8º   | 53 | Valentin Debise       | Renzi Corse                   | Ducati Panigale V2           | 17   | +10.243   | 8º      | 8     |
| 9º   | 52 | Jeremy Alcoba         | Kawasaki Racing               | Kawasaki ZX-6R-636           | 17   | +10.693   | 4º      | 7     |
| 10º  | 64 | Federico Caricasulo   | Motozoo ME AIR Racing         | MV Agusta F3 800 RR          | 17   | +11.725   | 3º      | 6     |
| 11º  | 65 | Philipp Öttl          | Feel Racing SSP Team          | Ducati Panigale V2           | 17   | +14.563   | 10º     | 5     |
| 12º  | 24 | Leonardo Taccini      | Ecosantagata Althea Racing    | Ducati Panigale V2           | 17   | +18.889   | 13º     | 4     |
| 13º  | 6  | Corentin Perolari     | Honda Racing World Supersport | Honda CBR600RR               | 17   | +18.984   | 14º     | 3     |
| 14º  | 20 | Xavier Cardelús       | Orelac Racing Verdnatura      | Ducati Panigale V2           | 17   | +22.647   | 11º     | 2     |
| 15º  | 77 | Filippo Farioli       | MV Agusta Reparto Corse       | MV Agusta F3 800 RR          | 17   | +22.896   | 21º     | 1     |
| 16º  | 5  | Niccolò Antonelli     | VTF Racing                    | Yamaha YZF-R9                | 17   | +23.052   | 16º     |       |
| 17º  | 32 | Oliver Bayliss        | PTR Triumph                   | Triumph Street Triple RS 765 | 17   | +23.218   | 17º     |       |
| 18º  | 43 | Simon Jespersen       | Ecosantagata Althea Racing    | Ducati Panigale V2           | 17   | +26.605   | 19º     |       |
| 19º  | 21 | Michael Ruben Rinaldi | GMT94 Yamaha                  | Yamaha YZF-R9                | 17   | +30.111   | 20º     |       |
| 20º  | 57 | Aldi Satya Mahendra   | Evan Bros. Yamaha             | Yamaha YZF-R9                | 17   | +30.157   | 15º     |       |
| 21º  | 3  | Raffaele De Rosa      | QJ Motor Factory Racing       | QJ Motor SRK 800 RR          | 17   | +34.849   | 18º     |       |
| 22º  | 28 | Glenn van Straalen    | DG34 Racing                   | Ducati Panigale V2           | 17   | +35.113   | 25º     |       |
| 23º  | 66 | Niki Tuuli            | QJ Motor Factory Racing       | QJ Motor SRK 800 RR          | 17   | +35.575   | 24º     |       |
| 24º  | 31 | Yuki Okamoto          | Ten Kate Racing Yamaha        | Yamaha YZF-R9                | 17   | +45.842   | 27º     |       |
| 25º  | 15 | Eugene McManus        | MMB Racing                    | Ducati Panigale V2           | 17   | +49.543   | 26º     |       |
| 26º  | 7  | Loris Veneman         | EAB Racing Team               | Ducati Panigale V2           | 17   | +51.670   | 28º     |       |
| 27º  | 27 | Kaito Toba            | Petronas MIE Racing Honda     | Honda CBR600RR               | 17   | +53.344   | 23º     |       |
| 28º  | 33 | Eduardo Montero       | DG34 Racing                   | Ducati Panigale V2           | 17   | +56.324   | 32º     |       |
| 29º  | 44 | Harry Truelove        | MMB Racing                    | Ducati Panigale V2           | 17   | +56.832   | 31º     |       |
| 30º  | 22 | Ana Carrasco          | Honda Racing World Supersport | Honda CBR600RR               | 17   | +1'01.280 | 30º     |       |

### Ritirati
| Nº | Pilota            | Squadra                             | Motocicletta        | Giri | Griglia |
| -- | ----------------- | ----------------------------------- | ------------------- | ---- | ------- |
| 50 | Ondřej Vostatek   | WRP Racing                          | Ducati Panigale V2  | 13   | 22º     |
| 4  | Loic Arbel        | Team Flembbo-Pilote Moto Production | MV Agusta F3 800 RR | 7    | 33º     |
| 63 | Syarifuddin Azman | Petronas MIE Racing Honda           | Honda CBR600RR      | 7    | 29º     |

## Supersport gara 2

### Arrivati al traguardo
| Pos. | Nº | Pilota                | Squadra                             | Motocicletta                 | Giri | Tempo     | Griglia | Punti |
| ---- | -- | --------------------- | ----------------------------------- | ---------------------------- | ---- | --------- | ------- | ----- |
| 3º   | 11 | Bo Bendsneyder        | MV Agusta Reparto Corse             | MV Agusta F3 800 RR          | 17   | 29'22.573 | 3º      | 25    |
| 2º   | 62 | Stefano Manzi         | Ten Kate Racing Yamaha              | Yamaha YZF-R9                | 17   | +2.348    | 4º      | 20    |
| 3º   | 69 | Tom Booth-Amos        | PTR Triumph                         | Triumph Street Triple RS 765 | 17   | +3.443    | 6º      | 16    |
| 4º   | 94 | Lucas Mahias          | GMT94 Yamaha                        | Yamaha YZF-R9                | 17   | +3.684    | 2º      | 13    |
| 5º   | 53 | Valentin Debise       | Renzi Corse                         | Ducati Panigale V2           | 17   | +3.900    | 11º     | 11    |
| 6º   | 52 | Jeremy Alcoba         | Kawasaki Racing                     | Kawasaki ZX-6R-636           | 17   | +4.062    | 10º     | 10    |
| 7º   | 51 | Jaume Masiá           | Orelac Racing Verdnatura            | Ducati Panigale V2           | 17   | +5.235    | 5º      | 9     |
| 8º   | 23 | Marcel Schrötter      | WRP Racing                          | Ducati Panigale V2           | 17   | +5.284    | 9º      | 8     |
| 9º   | 24 | Leonardo Taccini      | Ecosantagata Althea Racing          | Ducati Panigale V2           | 17   | +11.602   | 13º     | 7     |
| 10º  | 65 | Philipp Öttl          | Feel Racing SSP Team                | Ducati Panigale V2           | 17   | +11.936   | 8º      | 6     |
| 11º  | 6  | Corentin Perolari     | Honda Racing World Supersport       | Honda CBR600RR               | 17   | +20.011   | 14º     | 5     |
| 12º  | 77 | Filippo Farioli       | MV Agusta Reparto Corse             | MV Agusta F3 800 RR          | 17   | +25.352   | 21º     | 4     |
| 13º  | 20 | Xavier Cardelús       | Orelac Racing Verdnatura            | Ducati Panigale V2           | 17   | +25.393   | 12º     | 3     |
| 14º  | 43 | Simon Jespersen       | Ecosantagata Althea Racing          | Ducati Panigale V2           | 17   | +25.507   | 19º     | 2     |
| 15º  | 57 | Aldi Satya Mahendra   | Evan Bros. Yamaha                   | Yamaha YZF-R9                | 17   | +25.564   | 15º     | 1     |
| 16º  | 5  | Niccolò Antonelli     | VTF Racing                          | Yamaha YZF-R9                | 17   | +25.945   | 16º     |       |
| 17º  | 21 | Michael Ruben Rinaldi | GMT94 Yamaha                        | Yamaha YZF-R9                | 17   | +27.835   | 20º     |       |
| 18º  | 28 | Glenn van Straalen    | DG34 Racing                         | Ducati Panigale V2           | 17   | +28.625   | 26º     |       |
| 19º  | 50 | Ondřej Vostatek       | WRP Racing                          | Ducati Panigale V2           | 17   | +28.814   | 22º     |       |
| 20º  | 66 | Niki Tuuli            | QJ Motor Factory Racing             | QJ Motor SRK 800 RR          | 17   | +45.927   | 24º     |       |
| 21º  | 31 | Yuki Okamoto          | Ten Kate Racing Yamaha              | Yamaha YZF-R9                | 17   | +50.132   | 28º     |       |
| 22º  | 15 | Eugene McManus        | MMB Racing                          | Ducati Panigale V2           | 17   | +50.157   | 27º     |       |
| 23º  | 33 | Eduardo Montero       | DG34 Racing                         | Ducati Panigale V2           | 17   | +57.643   | 32º     |       |
| 24º  | 4  | Loic Arbel            | Team Flembbo-Pilote Moto Production | MV Agusta F3 800 RR          | 17   | +1'04.278 | 33º     |       |
| 25º  | 63 | Syarifuddin Azman     | Petronas MIE Racing Honda           | Honda CBR600RR               | 17   | +1'04.281 | 30º     |       |
| 26º  | 22 | Ana Carrasco          | Honda Racing World Supersport       | Honda CBR600RR               | 17   | +1'05.625 | 31º     |       |
| 27º  | 44 | Harry Truelove        | MMB Racing                          | Ducati Panigale V2           | 17   | +1'29.609 | 25º     |       |
| 28º  | 64 | Federico Caricasulo   | Motozoo ME AIR Racing               | MV Agusta F3 800 RR          | 16   | +1 giro   | 7º      |       |

### Ritirati
| Nº | Pilota           | Squadra                   | Motocicletta                 | Giri | Griglia |
| -- | ---------------- | ------------------------- | ---------------------------- | ---- | ------- |
| 61 | Can Öncü         | Evan Bros. Yamaha         | Yamaha YZF-R9                | 9    | 1º      |
| 32 | Oliver Bayliss   | PTR Triumph               | Triumph Street Triple RS 765 | 3    | 17º     |
| 3  | Raffaele De Rosa | QJ Motor Factory Racing   | QJ Motor SRK 800 RR          | 3    | 18º     |
| 27 | Kaito Toba       | Petronas MIE Racing Honda | Honda CBR600RR               | 2    | 23º     |
| 7  | Loris Veneman    | EAB Racing Team           | Ducati Panigale V2           | 2    | 29º     |

## Supersport 300 gara 1

### Arrivati al traguardo
| Pos. | Nº | Pilota                | Squadra                             | Motocicletta       | Giri | Tempo     | Griglia | Punti |
| ---- | -- | --------------------- | ----------------------------------- | ------------------ | ---- | --------- | ------- | ----- |
| 1º   | 6  | Jeffrey Buis          | Freudenberg KTM-Paligo Racing       | KTM RC 390 R       | 11   | 21'15.662 | 4º      | 25    |
| 2º   | 48 | Julio García          | ProDina Kawasaki Racing             | Kawasaki Ninja 400 | 11   | +0.658    | 18º     | 20    |
| 3º   | 47 | Antonio Torres        | ProDina Kawasaki Racing             | Kawasaki Ninja 400 | 11   | +0.663    | 6º      | 16    |
| 4º   | 7  | Beñat Fernández       | Team#109 Retro Traffc Kove          | Kove 321RR         | 11   | +0.676    | 1º      | 13    |
| 5º   | 12 | Humberto Maier        | Yamaha MS Racing/AD78 Latin America | Yamaha YZF-R3      | 11   | +0.679    | 5º      | 11    |
| 6º   | 50 | Carter Thompson       | MTM Kawasaki                        | Kawasaki Ninja 400 | 11   | +0.706    | 2º      | 10    |
| 7º   | 91 | Matteo Vannucci       | AG Motorsport Italia Yamaha         | Yamaha YZF-R3      | 11   | +0.944    | 10º     | 9     |
| 8º   | 66 | Phillip Tonn          | Freudenberg KTM-Paligo Racing       | KTM RC 390 R       | 11   | +1.160    | 3º      | 8     |
| 9º   | 27 | Felix Putra Mulya     | ProGP NitiRacing                    | Yamaha YZF-R3      | 11   | +9.639    | 16º     | 7     |
| 10º  | 79 | Tomas Alonso          | Pons Morosport Italika Racing       | Kawasaki Ninja 400 | 11   | +9.654    | 11º     | 6     |
| 11º  | 62 | Kevin Fontainha       | Yamaha MS Racing/AD78 Latin America | Yamaha YZF-R3      | 11   | +9.828    | 14º     | 5     |
| 12º  | 36 | Faerozi Toreqottullah | ProGP NitiRacing                    | Yamaha YZF-R3      | 11   | +9.840    | 23º     | 4     |
| 13º  | 85 | Kevin Sabatucci       | Accolade Smrž Racing BGR            | Kawasaki Ninja 400 | 11   | +9.845    | 9º      | 3     |
| 14º  | 53 | Petr Svoboda          | Kawasaki Junior Team by MTM         | Kawasaki Ninja 400 | 11   | +9.957    | 12º     | 2     |
| 15º  | 31 | Elia Bartolini        | Team Br Corse                       | Yamaha YZF-R3      | 11   | +12.691   | 15º     | 1     |
| 16º  | 39 | Juan Resueño          | MS Racing                           | Yamaha YZF-R3      | 11   | +14.682   | 21º     |       |
| 17º  | 77 | José Osuna Sáez       | Deza-Box 77 Racing                  | Kawasaki Ninja 400 | 11   | +14.761   | 29º     |       |
| 18º  | 13 | Roberto Fernández     | Kawasaki Junior Team by MTM         | Kawasaki Ninja 400 | 11   | +14.984   | 19º     |       |
| 19º  | 87 | Cameron Swain         | Yamaha Motoxracing                  | Yamaha YZF-R3      | 11   | +16.405   | 28º     |       |
| 20º  | 96 | Marc Vich             | Yamaha Motoxracing                  | Yamaha YZF-R3      | 11   | +16.472   | 24º     |       |
| 21º  | 4  | Emanuele Cazzaniga    | Racestar Trasimeno                  | Yamaha YZF-R3      | 11   | +16.762   | 17º     |       |
| 22º  | 16 | Uriel Hidalgo         | Deza-Box 77 Racing                  | Kawasaki Ninja 400 | 11   | +29.434   | 25º     |       |
| 23º  | 29 | Giacomo Zannini       | Kawasaki GP Project                 | Kawasaki Ninja 400 | 11   | +48.288   | 26º     |       |

### Ritirati
| Nº | Pilota            | Squadra                  | Motocicletta       | Giri | Griglia |
| -- | ----------------- | ------------------------ | ------------------ | ---- | ------- |
| 43 | Marco Gaggi       | BrCorse                  | Yamaha YZF-R3      | 10   | 7º      |
| 38 | David Salvador    | ProDina Rawasaki Racing  | Kawasaki Ninja 400 | 9    | 20º     |
| 26 | Mirko Gennai      | MTM Kawasaki             | Kawasaki Ninja 400 | 9    | 13º     |
| 9  | Emiliano Ercolani | Kawasaki GP Project      | Kawasaki Ninja 400 | 5    | 22º     |
| 55 | Unai Calatayud    | Arco Motor University    | Yamaha YZF-R3      | 4    | 8º      |
| 11 | Filip Novotny     | Accolade Smrž Racing BGR | Kawasaki Ninja 400 | 2    | 27º     |

## Supersport 300 gara 2

### Arrivati al traguardo
| Pos. | Nº | Pilota             | Squadra                             | Motocicletta       | Giri | Tempo     | Griglia | Punti |
| ---- | -- | ------------------ | ----------------------------------- | ------------------ | ---- | --------- | ------- | ----- |
| 1º   | 7  | Beñat Fernández    | Team#109 Retro Traffc Kove          | Kove 321RR         | 11   | 21'14.348 | 9º      | 25    |
| 2º   | 48 | Julio García       | ProDina Kawasaki Racing             | Kawasaki Ninja 400 | 11   | +0.018    | 2º      | 20    |
| 3º   | 47 | Antonio Torres     | ProDina Kawasaki Racing             | Kawasaki Ninja 400 | 11   | +0.095    | 12º     | 16    |
| 4º   | 50 | Carter Thompson    | MTM Kawasaki                        | Kawasaki Ninja 400 | 11   | +0.121    | 7º      | 13    |
| 5º   | 38 | David Salvador     | ProDina Rawasaki Racing             | Kawasaki Ninja 400 | 11   | +0.133    | 1º      | 11    |
| 6º   | 66 | Phillip Tonn       | Freudenberg KTM-Paligo Racing       | KTM RC 390 R       | 11   | +0.166    | 10º     | 10    |
| 7º   | 27 | Felix Putra Mulya  | ProGP NitiRacing                    | Yamaha YZF-R3      | 11   | +0.259    | 18º     | 9     |
| 8º   | 31 | Elia Bartolini     | Team Br Corse                       | Yamaha YZF-R3      | 11   | +0.391    | 17º     | 8     |
| 9º   | 77 | José Osuna Sáez    | Deza-Box 77 Racing                  | Kawasaki Ninja 400 | 11   | +0.747    | 26º     | 7     |
| 10º  | 79 | Tomas Alonso       | Pons Morosport Italika Racing       | Kawasaki Ninja 400 | 11   | +1.157    | 14º     | 6     |
| 11º  | 91 | Matteo Vannucci    | AG Motorsport Italia Yamaha         | Yamaha YZF-R3      | 11   | +3.956    | 4º      | 5     |
| 12º  | 62 | Kevin Fontainha    | Yamaha MS Racing/AD78 Latin America | Yamaha YZF-R3      | 11   | +4.006    | 16º     | 4     |
| 13º  | 39 | Juan Resueño       | MS Racing                           | Yamaha YZF-R3      | 11   | +9.025    | 21º     | 3     |
| 14º  | 85 | Kevin Sabatucci    | Accolade Smrž Racing BGR            | Kawasaki Ninja 400 | 11   | +9.135    | 13º     | 2     |
| 15º  | 53 | Petr Svoboda       | Kawasaki Junior Team by MTM         | Kawasaki Ninja 400 | 11   | +9.167    | 15º     | 1     |
| 16º  | 4  | Emanuele Cazzaniga | Racestar Trasimeno                  | Yamaha YZF-R3      | 11   | +9.231    | 19º     |       |
| 17º  | 13 | Roberto Fernández  | Kawasaki Junior Team by MTM         | Kawasaki Ninja 400 | 11   | +16.281   | 20º     |       |
| 18º  | 87 | Cameron Swain      | Yamaha Motoxracing                  | Yamaha YZF-R3      | 11   | +17.068   | 25º     |       |
| 19º  | 16 | Uriel Hidalgo      | Deza-Box 77 Racing                  | Kawasaki Ninja 400 | 11   | +38.155   | 22º     |       |
| 20º  | 29 | Giacomo Zannini    | Kawasaki GP Project                 | Kawasaki Ninja 400 | 11   | +38.207   | 23º     |       |

### Ritirati
| Nº | Pilota                | Squadra                             | Motocicletta       | Giri | Griglia |
| -- | --------------------- | ----------------------------------- | ------------------ | ---- | ------- |
| 6  | Jeffrey Buis          | Freudenberg KTM-Paligo Racing       | KTM RC 390 R       | 10   | 11º     |
| 12 | Humberto Maier        | Yamaha MS Racing/AD78 Latin America | Yamaha YZF-R3      | 10   | 3º      |
| 9  | Emiliano Ercolani     | Kawasaki GP Project                 | Kawasaki Ninja 400 | 7    | 6º      |
| 11 | Filip Novotny         | Accolade Smrž Racing BGR            | Kawasaki Ninja 400 | 7    | 24º     |
| 26 | Mirko Gennai          | MTM Kawasaki                        | Kawasaki Ninja 400 | 2    | 5º      |
| 36 | Faerozi Toreqottullah | ProGP NitiRacing                    | Yamaha YZF-R3      | 2    | 8º      |